# Tunnel Rats
Tunnel Rats è un film del 2008 diretto da Uwe Boll.
Il film di guerra è uscito negli USA il 13 marzo 2009.

## Trama
Durante la guerra del Vietnam (1959-1975), un'unità di combattimento specializzata degli USA viene inviata in territorio Viet Cong per eliminare le truppe nemiche maggioritarie. Durante l'operazione i soldati dovranno sopravvivere all'immensa giungla.

## Critica
Per il film Uwe Boll ha vinto il premio Peggior regista durante l'edizione dei Razzie Awards 2008.
Gli incassi sono stati minimi, proprio perché è stato distribuito principalmente in DVD.